# Serra del Lacandón
La Serra del Lacandón és una petita serralada càrstica a Guatemala i Mèxic. Està situada en el nord-oest del departament de Petén i el sud-est de Chiapas. Els seus cims arriben a 636 msnm i se situen prop de la frontera amb Mèxic. La serra es conforma de crestes de pedra calcària d'orientació sud-est a nord-oest, i de pujols de dolomita elevant-se per sobre de la planicie de la conca del Petén.

## Parc nacional Serra del Lacandón
El Parc nacional Serra del Lacandón va ser creat en 1990. El parc nacional té una extensió de 2.028,65 km² i forma part de la Reserva de la biosfera maya.
La serra del Lacandón és considerada únic per la seva biodiversitat, i de gran importància per al Corredor Biològic Mesoamericà, ja que connecta les àrees protegides del nord de Guatemala amb les del sud de Mèxic, com la Reserva de la biosfera Montes Azules aChiapas i la reserva ecològica Canó del Usumacinta aTabasco.
Diversos jaciments arqueològics maies es troben dins dels límits del parc. Aquests inclouen Piedras Negras, El Porvenir, Macabilero, La Pasadita, El Hormiguero, i El Ceibo.